# Designerdroge
Designerdrogen sind synthetisch hergestellte Rauschmittel, deren Molekülstruktur auf der Basis von Leitstrukturen entworfen wurde, mit der Absicht, ein Rauschmittel herzustellen.
Der Design-Prozess kann systematische Auswertungen von Struktur-Wirkungs-Beziehungen enthalten. Er beläuft sich in der Regel auf eine geringfügige chemisch-strukturelle Änderung einer bekannten Rauschdroge.
Einige Drogen werden fälschlicherweise den Designerdrogen zugeordnet, obwohl sie nicht mit dem Ziel entwickelt wurden, ein Rauschmittel herzustellen, und eine Rauschwirkung erst später, oft durch Zufall, entdeckt wurde. Beispiele dafür sind Amphetamin („Speed“), 3,4-Methylendioxy-N-methylamphetamin („Ecstasy“) und Stoffe, die ursprünglich im Prozess der Arzneimittel-Entwicklung entstanden sind: Heroin, Fentanyl, Phencyclidin (PCP), LSD, Kokain etc.
Ein Motiv bei der Entwicklung von Designerdrogen ist kommerzieller Natur. Da nur in den dortigen Gesetzesanlagen erfasste Stoffe dem Betäubungsmittelgesetz unterliegen, können neue Rauschmittel entwickelt und bis zu einer eventuellen Gesetzesänderung straffrei vertrieben werden. Diese Strafbarkeitslücke versucht das Neue-psychoaktive-Stoffe-Gesetz von 2016 zu schließen.

## Rechtslage von 2014 bis 2016
Neue Designerdrogen waren, sofern sie nicht dem Betäubungsmittelgesetz oder anderweitiger Gesetzgebung oder Regulierung unterlagen, für den privaten Besitz legal. Laut Urteil des Europäischen Gerichtshofs und bestätigt durch den Bundesgerichtshof fielen Designerdrogen, welche z. B. ausdrücklich als legaler Ersatz für Cannabis vertrieben wurden, nicht unter den Arzneimittelbegriff, womit diese Form der Kriminalisierung nicht vereinbar mit deutschem und europäischem Arzneimittelrecht war. Der Europäische Gerichtshof erkannte abschließend in seinem Urteil:

„Art. 1 Nr. 2 Buchst. b der Richtlinie 2001/83/EG des Europäischen Parlaments und des Rates vom 6. November 2001 zur Schaffung eines Gemeinschaftskodexes für Humanarzneimittel in der durch die Richtlinie 2004/27/EG des Europäischen Parlaments und des Rates vom 31. März 2004 geänderten Fassung ist dahin auszulegen, dass davon Stoffe wie die in den Ausgangsverfahren in Rede stehenden nicht erfasst werden, deren Wirkungen sich auf eine schlichte Beeinflussung der physiologischen Funktionen beschränken, ohne dass sie geeignet wären, der menschlichen Gesundheit unmittelbar oder mittelbar zuträglich zu sein, die nur konsumiert werden, um einen Rauschzustand hervorzurufen, und die dabei gesundheitsschädlich sind.“